# Шарл Албанел
Вижте пояснителната страница за други личности с името Албанел.
Шарл Албанел (на френски: Charles Albanel) е френски йезуит, свещеник, мисионер, изследовател на Канада.

## Биография
Роден е около 1613 година в Ард, Франция. Две години изучава философия и през 1633 се присъединява към йезуитския орден в Тулуза. От 1635 преподава граматика, хуманитарни науки и реторика в различни колежи. В периода 1636 – 1637 преподава в средно училище в Монпелие, след което изучава четири години теология.
През 1649 пристига в Квебек като мисионер и се включва активно в опознаването на Канада на страната на Франция, която е в жестоко съперничество с Англия при завладяването на новите територии.
През 1670 английската „Компания Хъдсънов залив“, търгуваща с ценни животински кожи получава кралска харта, според която и се позволява да открива, изследва и търгува в районите около Хъдсъновия залив. Пребиваващите по това време йезуитски мисии в Канада са силно обезпокоени от активирането на англичаните и предприемат действия за изпреварването им.
През юни и юли 1672 пресича по вътрешните водни пътища южната част на п-ов Лабрадор, като открива езерото Албанел (51°00′ с. ш. 73°00′ з. д. / 51° с. ш. 73° з. д.) и се спуска по река Рупърт, изтичаща на запад от езерото Мистасини до Хъдсъновия залив (залива Джеймс), където установява, че английската компания вече е построила фактория (търговски пункт) на брега на залива.
По време на едно от пътуванията си през 1674 е заловен от англичаните и отведен в Англия, където е съден, но не получава присъда.
През 1676 се завръща в Канада и продължава мисионерската и изследователската си дейност, като работи в няколко мисии в Западна Канада, където през 1696 почива.

## Памет
Неговото име носи езеро Албанел, провинция Квебек, Канада.